# Leichtathletik-Südamerikameisterschaften 1969
Die XXV. Leichtathletik-Südamerikameisterschaften fanden vom 4. bis zum 12. Oktober 1969 in Quito statt. Erfolgreichster Teilnehmer war der chilenische Mittelstreckler Jorge Grosser mit drei Goldmedaillen. Bei den Frauen gewann die Brasilianerin Silvina Pereira vier Goldmedaillen.
Quito liegt 2850 Meter über dem Meeresspiegel, damit fanden erstmals Südamerikameisterschaften unter Höhenluftbedingungen statt. Dass sich diese Bedingungen für Sprinter leistungsfördernd, für Langstreckenläufer hingegen eher leistungshemmend auswirken, hatten im Vorjahr die Olympischen Spiele in Mexiko-Stadt gezeigt. Vergleicht man die Ergebnisse von Quito mit den Ergebnissen von Buenos Aires 1967, so sind insbesondere die Siegeszeiten auf den Mittel- und Langstrecken deutlich schwächer als zwei Jahre zuvor, hingegen wurden 1969 bei den Männern in allen vier Sprungdisziplinen neue Meisterschaftsrekorde aufgestellt.
Seit Einführung der Frauenwettbewerbe 1939 war das Programm für die Frauen gleich geblieben. 1969 kamen mit dem 400-Meter-Lauf, dem 800-Meter-Lauf und dem Fünfkampf drei Disziplinen hinzu.

## Männerwettbewerbe
Die Mannschaftswertung gewann bei den Männern die chilenische Mannschaft mit 145 Punkten vor dem Team Argentiniens mit 141 Punkten und vor den Brasilianern mit 121 Punkten. Die Kolumbianer erreichten 96 Punkte vor Peru mit 62 Punkten und Ecuador mit 44 Punkten. Die Venozolaner erhielten 32 Punkte und Uruguay 9 Punkte.

### 100-Meter-Lauf Männer
| Platz | Athlet           | Land | Zeit   |
| ----- | ---------------- | ---- | ------ |
| 1     | Iván Moreno      | CHI  | 10,6 s |
| 2     | Fernando Acevedo | PER  | 10,6 s |
| 3     | Andres Calonge   | ARG  | 10,7 s |

Finale: 5. Oktober

### 200-Meter-Lauf Männer
| Platz | Athlet           | Land | Zeit   |
| ----- | ---------------- | ---- | ------ |
| 1     | Iván Moreno      | CHI  | 20,9 s |
| 2     | Fernando Acevedo | PER  | 21,0 s |
| 3     | Andres Calonge   | ARG  | 21,1 s |

Finale: 9. Oktober

### 400-Meter-Lauf Männer
| Platz | Athlet         | Land | Zeit   |
| ----- | -------------- | ---- | ------ |
| 1     | Andres Calonge | ARG  | 46,9 s |
| 2     | Ráuk Dome      | VEN  | 47,6 s |
| 3     | José Rabaça    | BRA  | 47,9 s |

Finale: 5. Oktober

### 800-Meter-Lauf Männer
| Platz | Athlet          | Land | Zeit       |
| ----- | --------------- | ---- | ---------- |
| 1     | Jorge Grosser   | CHI  | 1:54,1 min |
| 2     | Darcy Pereira   | BRA  | 1:55,5 min |
| 3     | Roberto Salmona | CHI  | 1:55,9 min |

Finale: 8. Oktober

### 1500-Meter-Lauf Männer
| Platz | Athlet          | Land | Zeit       |
| ----- | --------------- | ---- | ---------- |
| 1     | Jorge Grosser   | CHI  | 4:04,7 min |
| 2     | Roberto Salmona | CHI  | 4:06,5 min |
| 3     | Clelio Jacome   | ECU  | 4:08,5 min |

Finale: 11. Oktober

### 5000-Meter-Lauf Männer
| Platz | Athlet        | Land | Zeit        |
| ----- | ------------- | ---- | ----------- |
| 1     | Víctor Mora   | COL  | 15:36,6 min |
| 2     | Clelio Jacome | ECU  | 15:41,4 min |
| 3     | José Ramirez  | CHI  | 15:49,3 min |

Finale: 5. Oktober

### 10.000-Meter-Lauf Männer
| Platz | Athlet         | Land | Zeit        |
| ----- | -------------- | ---- | ----------- |
| 1     | Víctor Mora    | COL  | 32:27,2 min |
| 2     | Mario Cutropia | ARG  | 32:28,6 min |
| 3     | José Ramírez   | CHI  | 32:41,0 min |

Finale: 8. Oktober

### Marathon Männer
| Platz | Athlet         | Land | Zeit        |
| ----- | -------------- | ---- | ----------- |
| 1     | Pedro Cardenas | COL  | 2:36:35,6 h |
| 2     | José Ramírez   | CHI  | 2:43:40,2 h |
| 3     | Mario Cutropia | ARG  | 2:46:55,6 h |

Finale: 12. Oktober

### 110-Meter-Hürdenlauf Männer
| Platz | Athlet            | Land | Zeit   |
| ----- | ----------------- | ---- | ------ |
| 1     | Patricio Saavedra | CHI  | 14,6 s |
| 2     | Alfredo Deza      | PER  | 14,6 s |
| 3     | Enrique Rendon    | VEN  | 14,7 s |

Finale: 12. Oktober

### 400-Meter-Hürdenlauf Männer
| Platz | Athlet             | Land | Zeit   |
| ----- | ------------------ | ---- | ------ |
| 1     | Juan Carlos Dyrzka | ARG  | 52,0 s |
| 2     | Jorge Vallecilla   | ECU  | 52,7 s |
| 3     | Santiago Gordon    | CHI  | 52,8 s |

Finale: 9. Oktober

### 3000-Meter-Hindernislauf Männer
| Platz | Athlet           | Land | Zeit       |
| ----- | ---------------- | ---- | ---------- |
| 1     | Jorge Grosser    | CHI  | 9:51,1 min |
| 2     | Víctor Mora      | COL  | 9:53,2 min |
| 3     | Rafael Baracaldo | COL  | 9:53,2 min |

Finale: 12. Oktober

### 4-mal-100-Meter-Staffel Männer
| Platz | Athleten                                                      | Land | Zeit   |
| ----- | ------------------------------------------------------------- | ---- | ------ |
| 1     | Pedro Grajales Arquímedes Mina Jimmy Sierra Wenceslao Ferrin  | COL  | 40,2 s |
| 2     | Fernando Acevedo Jorge Aleman Vela Roberto Lay Su             | PER  | 40,7 s |
| 3     | Einar Erlandsen Iván Moreno Patricio Saavedra Santiago Gordon | CHI  | 40,7 s |

Finale: 12. Oktober

### 4-mal-400-Meter-Staffel Männer
| Platz | Athleten                                                     | Land | Zeit       |
| ----- | ------------------------------------------------------------ | ---- | ---------- |
| 1     | Andres Calonge Juan Carlos Dyrzka Bertotti Luis Amati        | ARG  | 3:12,3 min |
| 2     | José Rabaça Darcy Pereira Napoleão de Menezes Jurandir Ienne | BRA  | 3:13,2 min |
| 3     | Fernando Acevedo Jorge Aleman Rosales Alfredo Deza           | PER  | 3:13,7 min |

Finale: 12. Oktober

### Hochsprung Männer
| Platz | Athlet           | Land | Höhe   |
| ----- | ---------------- | ---- | ------ |
| 1     | Luis Arbulú      | PER  | 2,00 m |
| 2     | Luis Barrionuevo | ARG  | 1,95 m |
|       | José Dalmastro   | ARG  | 1,95 m |

Finale: 12. Oktober

### Stabhochsprung Männer
| Platz | Athlet                | Land | Höhe   |
| ----- | --------------------- | ---- | ------ |
| 1     | Daniel Argoitía       | ARG  | 4,40 m |
| 2     | Ciro Valdés           | COL  | 4,10 m |
| 3     | Augusto León Piqueras | PER  | 3,70 m |

Finale: 11. Oktober

### Weitsprung Männer
| Platz | Athlet            | Land | Weite  |
| ----- | ----------------- | ---- | ------ |
| 1     | Admilson Chitarra | BRA  | 7,60 m |
| 2     | Iván Moreno       | CHI  | 7,54 m |
| 3     | Eduardo Labalta   | ARG  | 7,21 m |

Finale: 5. Oktober

### Dreisprung Männer
| Platz | Athlet           | Land | Weite   |
| ----- | ---------------- | ---- | ------- |
| 1     | Nelson Prudencio | BRA  | 16,34 m |
| 2     | Joel Dias        | BRA  | 14,80 m |
| 3     | Ariel González   | ARG  | 14,65 m |

Finale: 4. Oktober

### Kugelstoßen Männer
| Platz | Athlet        | Land | Weite   |
| ----- | ------------- | ---- | ------- |
| 1     | José Jacques  | BRA  | 16,88 m |
| 2     | Mario Peretti | ARG  | 15,65 m |
| 3     | Juan Turri    | ARG  | 15,64 m |

Finale: 4. Oktober

### Diskuswurf Männer
| Platz | Athlet             | Land | Weite   |
| ----- | ------------------ | ---- | ------- |
| 1     | Dagoberto González | COL  | 51,66 m |
| 2     | José Jacques       | BRA  | 50,88 m |
| 3     | Gustavo Gutiérrez  | CHI  | 50,64 m |

Finale: 5. Oktober

### Hammerwurf Männer
| Platz | Athlet          | Land | Weite   |
| ----- | --------------- | ---- | ------- |
| 1     | José Vallejos   | ARG  | 61,58 m |
| 2     | Celso de Moraes | BRA  | 56,50 m |
| 3     | Darwin Piñeyrúa | URU  | 56,48 m |

Finale: 11. Oktober

### Speerwurf Männer
| Platz | Athlet         | Land | Weite   |
| ----- | -------------- | ---- | ------- |
| 1     | Rolf Hoppe     | CHI  | 69,76 m |
| 2     | Paulo de Faría | BRA  | 63,50 m |
| 3     | Jorge Peña     | CHI  | 62,98 m |

Finale: 12. Oktober

### Zehnkampf Männer
| Platz | Athlet            | Land | Punkte |
| ----- | ----------------- | ---- | ------ |
| 1     | Héctor Thomas     | VEN  | 6679   |
| 2     | Paulo Matschinske | BRA  | 6124   |
| 3     | Arno Lagies       | CHI  | 5948   |

8. und 9. Oktober

## Frauenwettbewerbe
Die Mannschaftswertung bei den Frauen gewannen die Brasilianerinnen mit 139 Punkten vor der Mannschaft Argentiniens mit 70,5 Punkten und den Chileninnen mit 64,5 Punkten. Uruguay erhielt 35,5 Punkte, Peru 24,5 Punkte, Kolumbien 15 Punkte und Ecuador 14 Punkte.

### 100-Meter-Lauf Frauen
| Platz | Athletin          | Land | Zeit   |
| ----- | ----------------- | ---- | ------ |
| 1     | Silvina Pereira   | BRA  | 11,7 s |
| 2     | Josefa Vicent     | URU  | 11,9 s |
| 3     | María Luisa Vilca | PER  | 12,3 s |

Finale: 9. Oktober

### 200-Meter-Lauf Frauen
| Platz | Athletin           | Land | Zeit   |
| ----- | ------------------ | ---- | ------ |
| 1     | Silvina Pereira    | BRA  | 24,0 s |
| 2     | Josefa Vicent      | URU  | 24,6 s |
| 3     | Cristina Filgueira | ARG  | 25,0 s |

Finale: 5. Oktober

### 400-Meter-Lauf Frauen
| Platz | Athletin             | Land | Zeit   |
| ----- | -------------------- | ---- | ------ |
| 1     | Josefa Vicent        | URU  | 56,1 s |
| 2     | Melania Fontanarrosa | ARG  | 57,4 s |
| 3     | Cristina Filgueira   | ARG  | 57,5 s |

Finale: 11. Oktober

### 800-Meter-Lauf Frauen
| Platz | Athletin             | Land | Zeit       |
| ----- | -------------------- | ---- | ---------- |
| 1     | Melania Fontanarrosa | ARG  | 2:17,8 min |
| 2     | Nilda Fernández      | ARG  | 2:18,4 min |
| 3     | Lourdes Vega         | ECU  | 2:32,3 min |

Finale: 12. Oktober

### 80-Meter-Hürdenlauf Frauen
| Platz | Athletin          | Land | Zeit   |
| ----- | ----------------- | ---- | ------ |
| 1     | Carlota Ulloa     | CHI  | 11,0 s |
| 2     | Graciela Paviotti | ARG  | 11,4 s |
| 3     | Ana Udini         | URU  | 11,4 s |

Finale: 5. Oktober

### 4-mal-100-Meter-Staffel Frauen
| Platz | Athletinnen                                                  | Land | Zeit   |
| ----- | ------------------------------------------------------------ | ---- | ------ |
| 1     | Silvina Pereira Nunes Aída dos Santos Gloria Ferraz          | BRA  | 46,0 s |
| 2     | Liliana Cragno Cristina Filgueiras Alicia Kaufmanas Masuccio | ARG  | 47,0 s |
| 3     | Silvia Kinzel Gloria González Sara Montecinos Aurora Saenz   | CHI  | 48,6 s |

Finale: 12. Oktober

### Hochsprung Frauen
| Platz | Athletin           | Land | Höhe   |
| ----- | ------------------ | ---- | ------ |
| 1     | Maria da Conceição | BRA  | 1,70 m |
| 2     | Aída dos Santos    | BRA  | 1,60 m |
| 3     | Patrizia Montero   | PER  | 1,55 m |
|       | Ana Udini          | URU  | 1,55 m |

Finale: 5. Oktober

### Weitsprung Frauen
| Platz | Athletin         | Land | Weite  |
| ----- | ---------------- | ---- | ------ |
| 1     | Silvina Pereira  | BRA  | 5,85 m |
| 2     | Alicia Kaufmanas | ARG  | 5,70 m |
| 3     | Ana Omote        | BRA  | 5,61 m |

Finale: 9. Oktober

### Kugelstoßen Frauen
| Platz | Athletin    | Land | Weite   |
| ----- | ----------- | ---- | ------- |
| 1     | Rosa Molina | CHI  | 13,30 m |
| 2     | Neide Gomes | BRA  | 13,02 m |
| 3     | Maria Boso  | BRA  | 12,68 m |

Finale: 9. Oktober

### Diskuswurf Frauen
| Platz | Athletin        | Land | Weite   |
| ----- | --------------- | ---- | ------- |
| 1     | Odete Domingos  | BRA  | 42,92 m |
| 2     | Gladys Ortega   | ARG  | 41,92 m |
| 3     | Isolina Vergara | COL  | 40,48 m |

Finale: 4. Oktober

### Speerwurf Frauen
| Platz | Athletin        | Land | Weite   |
| ----- | --------------- | ---- | ------- |
| 1     | Rosa Molina     | CHI  | 45,52 m |
| 2     | Flor Umaña      | COL  | 43,74 m |
| 3     | Kiyomi Nakagawa | BRA  | 41,02 m |

Finale: 5. Oktober

### Fünfkampf Frauen
| Platz | Athletin        | Land | Punkte |
| ----- | --------------- | ---- | ------ |
| 1     | Aída dos Santos | BRA  | 4422   |
| 2     | Elisabeth Nunes | BRA  | 4234   |
| 3     | Carlota Ulloa   | CHI  | 4107   |

11. und 12. Oktober

## Medaillenspiegel
| Medaillenspiegel Endstand nach 34 Entscheidungen | Medaillenspiegel Endstand nach 34 Entscheidungen | Medaillenspiegel Endstand nach 34 Entscheidungen | Medaillenspiegel Endstand nach 34 Entscheidungen | Medaillenspiegel Endstand nach 34 Entscheidungen | Medaillenspiegel Endstand nach 34 Entscheidungen |
| Platz                                            | Land                                             | Gold                                             | Silber                                           | Bronze                                           | Gesamt                                           |
| ------------------------------------------------ | ------------------------------------------------ | ------------------------------------------------ | ------------------------------------------------ | ------------------------------------------------ | ------------------------------------------------ |
| 1                                                | Brasilien                                        | 10                                               | 10                                               | 4                                                | 24                                               |
| 2                                                | Chile                                            | 10                                               | 3                                                | 9                                                | 22                                               |
| 3                                                | Argentinien                                      | 6                                                | 10                                               | 8                                                | 24                                               |
| 4                                                | Kolumbien                                        | 5                                                | 3                                                | 3                                                | 11                                               |
| 5                                                | Peru                                             | 1                                                | 4                                                | 4                                                | 9                                                |
| 6                                                | Uruguay                                          | 1                                                | 2                                                | 3                                                | 6                                                |
| 7                                                | Venezuela                                        | 1                                                | 1                                                | 1                                                | 3                                                |
| 8                                                | Ecuador                                          | –                                                | 2                                                | 2                                                | 4                                                |